# Bisse d'En Bas
Le Bisse d'En Bas (ou Bisse de Dessous) est un bisse valaisan de six kilomètres de long situé sur la commune de Nendaz. Il puise son eau en dessous de Planchouet à 1 390 m d'altitude dans la Printze, qu'il rejoint à nouveau après avoir irrigué les prairies, les cultures de framboises et de fraises de Basse-Nendaz et de Saclentse. Sa construction date d'avant 1753.
Sur le plan touristique, il est moins fréquenté et permet ainsi aux promeneurs qui cherchent un peu de tranquillité de s'isoler en se baladant sur ses rives.